# Ardipithecus kadabba
Espèce
Ardipithecus kadabba est une espèce éteinte d'hominidés ayant vécu à la fin du Miocène supérieur, il y a environ entre 5,8 et 5,3 Ma (millions d'années).
Le nom de genre provient des racines ardi (qui veut dire sur le sol en afar) et pithecos signifiant singe en grec.

## Découvertes
Les premiers ossements ont été découverts en 1999 par Yohannes Haile-Selassie, en Éthiopie. Pendant un temps, à cause du faible nombre de restes retrouvés, Ardipithecus kadabba est resté considéré comme une sous-espèce de Ardipithecus ramidus sous le taxon Ardipithecus ramidus kadabba. L'étude des fossiles, notamment des dents, conduit Yohannes Hailé-Selassié, Gen Suwa et Timothy White à les attribuer en 2004 à une nouvelle espèce à part entière, nommée Ardipithecus kadabba,,.